# کوئن کوندو
کوئن کوندو (انگلیسی: Kōen Kondō؛ زادهٔ ۱۱ اکتبر ۱۹۷۸) بازیگر اهل ژاپن است.
از فیلم‌ها یا برنامه‌های تلویزیونی که وی در آن نقش داشته‌است می‌توان به سیزده آدمکش اشاره کرد.